# Madrie
VIIIe siècle – début Xe siècle
Entités suivantes :
- Comté d'Évreux

Le comté (ou pays) de Madrie (Mérezais, Mérensais, parfois même Madrecin ,), est un ancien pagus mérovingien aux contours mal connus s'étendant à l'ouest de l'actuelle Île-de-France, et sur la partie sud est de l'actuelle Normandie orientale, qui fut administrée par des comtes francs vers la fin du VIIe siècle au milieu du IXe siècle pour disparaître complètement dès la première moitié du Xe siècle.

## Toponymie
Les mentions les plus anciennes de Madrie sont : Madriacensis pagi v. 692, [in] pago Madriacensi en 707,, in pago Matriacensi 751-752,, Rumaldus Madriacens, Comes ... in pago Madriacensi en 754, Theobertus comes Matricensis en 802, filiam Theotberti Comitis Matricensis  en 822, in pago Madriacensi v. 825, villam pagi Madriacensis en 849.
Hypothèse de Méré (Île-de-France, Yvelines) : (Pinciacensi comitatu), prima potesta Medriaca v. 879-999, ad Mairiacum en 997, potestate Madreia, potestate Madriaca en 997, S. Dionysii de Madriaco  en 1158, de Meri en 1209, de Mereio v. 1270, prévosté de Mairay en 1317,, Meriacum, Meracum, Mereaorum  en 1490, Cure de Merey en 1648, Merey v. 1757, Méré v.1850
L'étymologie de Madriacensis ou Matriacensis indique que ce toponyme est formé de la racine latine Matri- ou gauloise Matri- (latin mater, -tricis « mère » ou gaulois matir « mère », attesté dans le Plomb du Larzac : adiega matir aiias « Adiega, mère d'Aiia ») employée de manière littérale « Mère » ou sous forme d'un anthroponyme Matrius, dont la consonne occlusive sourde -t- passa, sous les mérovingiens, à -d-. Il est suivi du suffixe gaulois et gallo-romain -acum « domaine de », + suffixe latin adjectival -ensis « du pays, du territoire » (> gallo-roman -ESI > ancien français -eis > français -ais). Madriacensis peut être traduit par « pays du domaine de la Mère ou de Matrius », le Mérézais, comme Pinciacensis a donné Pincerais. Potestate Madriaca (prévôté de Méré) est le seul toponyme candidat, le plus homologue dans cette région, à pouvoir prétendre succéder à Madriacensis. Il correspondrait à la bourgade de Méré, plutôt qu'à Merey (Eure). Ce nom est formé également de la racine gauloise et latine Matri- + suffixe gaulois et gallo-romain -acum « domaine de » devenu Madri- par lénition de l'occlusive sourde. Son ultime évolution, de Ma(d)ri(aca) par le double amuïssement de l'occlusive dentale -d- du radical Madri- et de l'occlusive -c- de la finale -acu, aboutit à Mairy, Méri, Merey et Méré. Dans cette hypothèse, les formes anciennes Matriacensis permettent d'établir Matri- > Madri-, le -d- s'est amuis sous les mérovingiens, et rendent moins forte l'explication par le latin materius « matériaux, bois de construction ». Madriaca peut se traduire par « Domaine de la (Déesse) Mère ou de Matrius ». En effet, le culte des "Mères" a laissé des traces innombrables dans la toponymie de la Gaule.
Du Bouchet , au XVIIe siècle, a forgé à partir de la forme Madriaca du Xe siècle une mot savant en français : Madrie, et conjecturant que Merey était la capitale du Madriacensis, hypothèse qui a été reprise par la suite,.

## Origine du comté
Le pagus était dans l'Empire romain une subdivision des tribus (Civitas), ici il laisse comprendre une petite tribu vassale des Carnutes. Madriacensis ne s'applique à aucun peuple connu par les textes, on ne trouve nulle mention d'un peuple appelé par ce nom. Il existe une piste: un trésor de monnaies gauloises a été découvert à Mézières-sur-Seines, en Madrie, au XIXe siècle et XXe siècle au site d'un important sanctuaire frontalier. L'analyse de celui-ci indique que la puissance émettrice était intercalée entre les Veliocasses, les Parisii, les Aulerques, à l'écart des cités des Carnutes et des Parisii, et limitée au Nord par la Seine. Il peut s'agir d'un pagus, ou d'un petit peu peuple-tampon affranchi de la guerre contre Rome de la tutelle de l'une des puissantes cités limitrophes.
Plus tard, les mérovingiens reprirent les divisions romaines. Leurs rois nommaient un administrateur du pagus qui portaient les titres antiques de comte (comes). À l'origine, ces officiers demeuraient sous l’étroite surveillance du Palais et pouvaient facilement être révoqués ou déplacés. Comme le Pincerais était issu du nom de la cité de Poissy, il est vraisemblable que le Mérézais soit lui aussi issu d'une cité nommée Méry, Mairie, ou Méré.

## Limites du comté de Madrie
Ses limites exactes ont fait l'objet de recherches récentes qui affinent son contour.
Au moment où la Madrie apparaît dans les textes, son territoire était déjà divisé entre les diocèces de Chartres et d'Evreux,. Si les évêchés correspondent effectivement, dans leurs grandes lignes, aux civitates antiques, la Madrie est une création tardive qui ignore les limites administratives antérieures. Le comté s'étendait sur les actuels confins sud-est du département de l'Eure et nord-ouest du département des Yvelines ,,.
La Madrie avait pour limites au nord la Seine, à l'est le Pincerais, au sud le Chartrain et à l'ouest le Dreugésin et la rivière l'Eure. Dans le diocèse d'Évreux, nous avons à l'extrême nord-ouest La Croix-Saint-Leufroy in fines Madriacensis (en 690), et Cailly-sur-Eure qui appartint en 788 à Nebelong (Nibelung/Nivelon), comte de Madrie. Dans le diocèse de Chartres, la région nord le long de la Seine formait l'archidiaconé du Pincerais, qui se divisait en doyennés de Poissy et de Mantes : on peut intégrer le Mantois dans la Madrie.
Appartiennent à la Madrie (in pago Matriacensi, VIIIe siècle) : La Villeneuve-en-Chevrie, La Gamacherie près de Bréval, Rolleboise ; Saint-Germain-de-Secqueval près de Mantes, Bléry, Tilly, Bréval, Gille, Saussay ; Civry-la-Forêt : Sibriaci in pago Matriacensi, 753 ; Hermeray, Adainville, Bourdonné, Condé-sur-Vesgre,.

## Les comtes de Madrie
Selon l'archéologue Adolphe de Dion, l'histoire des comtes de Madrie est fort difficile à débrouiller. Cette lignée est issue de la  famille des Nibelungides, appelés ainsi car plusieurs portent ce nom Nibelung ou Nivelon. Ce nom, composé germanique de nibel « brouillard, nuée » (cf. allemand Nebel « brouillard ») + suffixe germanique de parenté -ung « fils de », est proche parent des termes français nuage et nébuleux, peut-être en rapport avec des histoires épiques franques comme la Chanson des Nibelungen ou l'Anneau du Nibelung.
Les comtes de Madrie (Comes Madriacensis) sont :
- le plus ancien Romuald (Rumaldus Madriancens comes), mort en 754 à Saint-Germain-de-Secqueval  à Guerville[43]. Il tourmenta sa vie durant les moines de l'abbaye de Saint-Germain-des-Prés[44], "il en fut châtier par une mort brutale"[45] un jour qu'il était venu entendre la messe à la chapelle Saint-Germain de Secqueval[46].
- Nebelong Ier, (ou Nivelon ou Nibelung), (°725,+770-786), fils de Childebrand Ier, comte de Provence 737[42]. Il était comte propriétaire de Perrecy (768-814), neveu de Charles Martel. Il aurait eu deux fils[47] : Nibelung II qui suit, et Childebrand II, 788 missus en Autunois 796, (°750,5 + ap. 796)[47].
- Nebelong II (ou Nivelon ou Nibelung), (°750 + ap. 805?) fils probable de Nebelong Ier, comte de Madrie? [48], comte du Vexin[42],[47]. Ce fut lui qui, en 788, donna l'alleu de Cailly à l'Abbaye de la Croix-Saint-Leufroy. Il paraît avoir vécu au-delà de 805. Il aurait eu trois enfants, ou proches apparentés: Nibelung III, comte de Bourgogne 818, Theodebert comte de Madrie qui suit, Childebrand III, comte d'Autumois 796 (°770, +827-836).
- Thibert (ou Theodebert), (°775, + ap. 822)[47], missi dominici de Charlemagne en 802[48], et en 822, comte de Madrie au mariage de sa fille Ringarde (alias Ingeltrude). C'est un homme important car sa fille épousa Pépin Ier d'Aquitaine, fils de l'empereur d'Occident Louis le Pieux[42],[47],[48]; dans cet acte; elle est dite uxore filia Theotberti Comitis Matricensis[49].
  - le village de Thiverval, bien que dans le Pincerais, pourrait avoir un rapport avec le comte de Madrie.
  - Le village d'Auteuil, aussi dans le Pincerais, a une paroisse sous le vocable de Saint-Eparche, saint assez rare. Adémar de Chabannes, moine du XIe siècle, a écrit une vie de Saint-Cybard (ou Saint Eparche) d'Angoulême et écrit une histoire de Francie où il cite en particulier l'épouse de Pépin. On peut se demander si cette dédicace doit son origine entre un lien entre l'Aquitaine et la Madrie pays de l'épouse de Pépin ?
- Herbert Ier de Vermandois (ou Heribert) (°850,+907), l'arrivée des Normands suscita le besoin de faire une "marche" de l'Oise pour se protéger[48]. Herbert I est apparenté aux Pippinides et par sa mère aux Nibelungides, qui reçut les différents territoires du Vermandois, Soissonnais, Meldois, Vexin et Madrie encore en 864 en leurs possessions (Nivelon IV)[48]. Il obtiendra  en 888 le comté de Meaux parce qu'il abandonne le carolingien Charles le Simple, roi de Francie pour le roi Eudes, comte de Paris, roi de Francie (888-898).
- Herbert II de Vermandois (°880,+943), fils du précédent. Il est présent quand Charles le Simple donne l'Abbaye de la Croix-Saint-Leufroy en Madrie à l'Abbaye de Saint-Germain-des-Prés en 918.
- Liutgarde de Vermandois (978), fille du précédent, donne des territoires du pagus Velcasino (Juziers, Limay) et du pagus Madriacensis (Arnouville, Mantes-la-Ville) qui étaient sous sa protection[48].

Du Bouchet et Mabillon établissent une généalogie faisant descendre Hugues Capet de Nebelong Ier, mais leur opinion est aujourd'hui généralement abandonnée.

## Une capitale inconnue, mais
La capitale de la Madrie n'est pas connue avec certitude. Une première hypothèse a été avancée par Du Bouchet, au XVIIe siècle. Il a proposé le nom de la commune de Merey. Ce village est situé sur la rive gauche de l'Eure, et n'est pas satisfaisant, car hors Madrie. En effet vers 690, l'abbaye à La Croix-Saint-Leufroy est fondée à la frontière de la Madrie (in fines Madriacensis), et est justement sur la rive droite. La deuxième hypothèse plus vraisemblable a été formulée par Guérard qui propose comme capitale le village de Méré (Yvelines) dont le nom potestas Madriaca est proche du nom de Madrie. Une troisième hypothèse est proposée par Adolphe de Dion, qui réfute curieusement Méré surtout parce que le site n'est pas un oppidum, et "dans une vallée écartée de l'Iveline" ! Il suggère plutôt Mantes, sans trop y croire, et dont le nom, Medanta, n'est mentionné que tardivement vers 825 dans le Polyptyque d'Irminion.
Le problème n'est pas encore résolu, mais Méré garde ses chances. En effet cinq arguments peuvent être avancés sur le site antique et stratégique de Méré: 
- L'antique village était placé au carrefour de deux voies antiques importantes reliant les territoires des cités gauloises. La première, selon un axe nord-sud, reliait Beauvais (Bellovaques) à Orléans (Carnutes) par les Mureaux. La seconde voie, selon un axe est-ouest, de Lutèce (Parisii) à Dreux (Durocasses) croise la première, et appartient à l'Itinéraire d'Antonin[51],[52].
- Le site était à proximité d'une importante agglomération antique, le vicus de Diodurum (Jouars-Pontchartrain, en limite du territoire Carnute, à la frontière avec les Parisii. Le site est occupé de la fin du IIe siècle av. J.-C. à l'époque carolingienne[53]. Diodurum, comme son nom gaulois le prouve était un lieu de culte d'une divinité.
- Le site était dans le voisinage d'une immense nécropole régionale mérovingienne à Vicq[54].
- Malgré ses doutes A. Dion écrit qu'il est probable que la dénomination potestate Madriaca de 980 corresponde à la prévôté de Méré, qui a fait partie du Madrie[38]. Elle a dû en être séparée avant la formation des archidiaconés et des doyennés au neuvième siècle, puisque sur cinq paroisses[55] qui la composaient, une seule, Grosrouvre, était du doyenné de Mantes, et qu'au dixième siècle, Méré et sa prévôté étaient du comté de Pincerais"[38]. Cette prévôté "relevait curieusement de la châtellenie de Saint-Léger-en-Iveline et non de celle de Montfort quoiqu'elle entourât cette ville à une faible distance, la séparant des paroisses qui en dépendaient[38]". Bourgeois précise que la limite du doyenné de Mantes forme une enclave dans celui Pincerais : Gambaiseuil, Grosrouvre qui est justement contigüe à Méré[33], ultime ombilic. Il faut envisager une politique expansionniste du doyenné de Poissy au détriment des anciennes divisions administratives de la Madrie pendant les règnes des mérovingiens et des carolingiens à l'avantage du Pincerais, qui n'acquière qu'au Xe siècle ces territoires les plus au sud dans la forêt d'Iveline. La potesta Madriaca ne serait-elle pas la forme vestigiale, ultime héritage de ce comté de Madrie?
- L'étymologie de Méré signifie "Domaine de la Mère", non loin de Jouars-Pontchartrain, qui signifie "Enclos de la Divinité", or ces villages sont à la lisière de la Forêt d'Iveline, qui pourrait être un territoire sacré gaulois.

## La carte topographique de 1646

### Origine

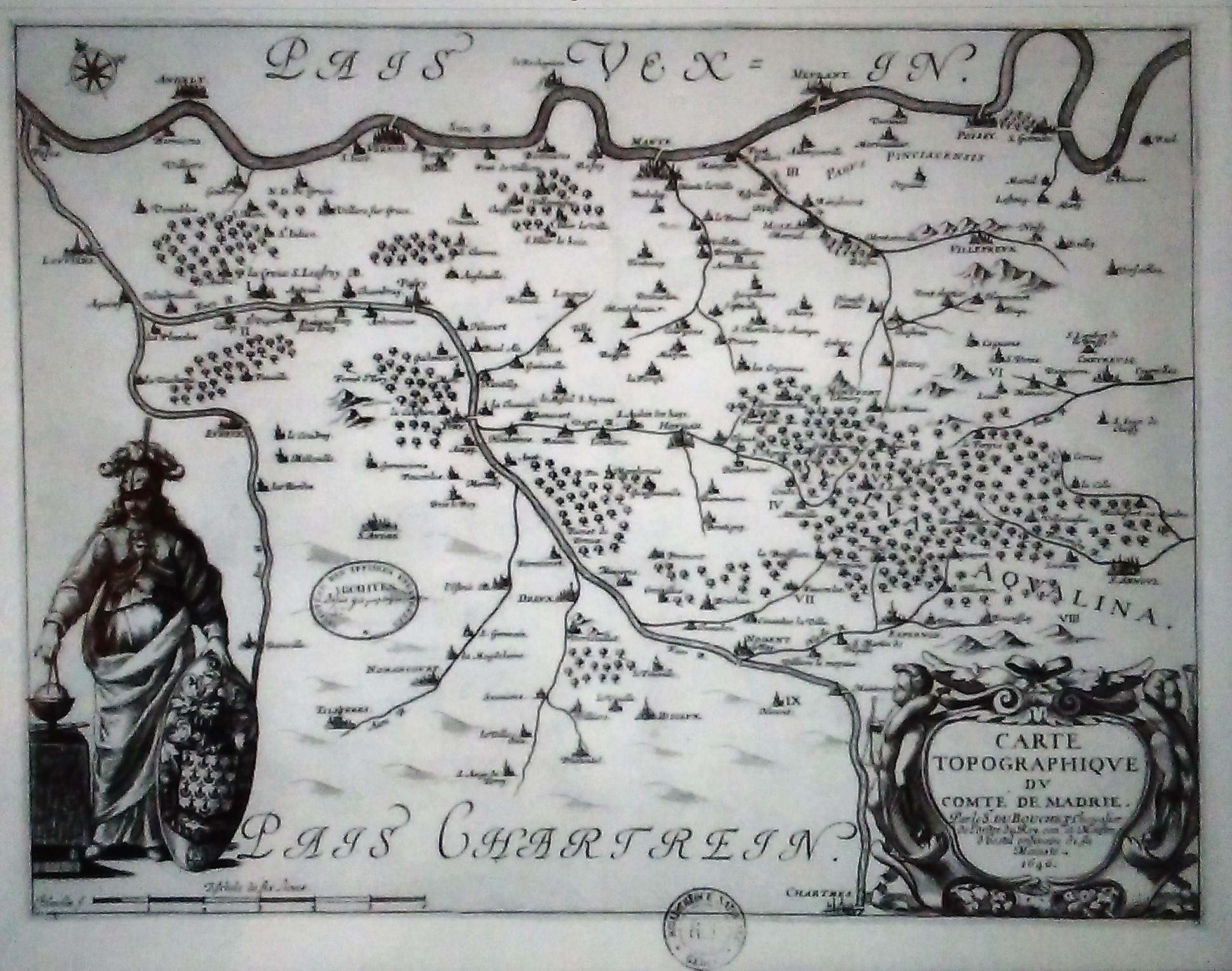
Carte topographique du comté de Madrie, par Jean Du Bouchet - 1646

Le sieur Du Bouchet, « chevalier des Ordres du Roy, Conseiller et Maître d'Hôtel ordinaire de Sa Majesté », est cartographe. Il est le premier, dans son ouvrage Origines de la Maison de France publié en 1646, à parler du comté de Madrie et à dresser une "Carte topographique du comté de Madrie",. Les limites du pagus Madriacensis ne sont pas celles qu'on lui a données jusqu'aux travaux définitifs de Guérard, en 1840.

### Mise au point de Benjamin Guérard et d'Adolphe de Dion
Adolphe de Dion fit en 1869 une mise au point pour dissiper les derniers doutes.Tous les auteurs qui ont traité des bornes de cet ancien comté les ont beaucoup plus avancées vers l'orient et vers l'occident, mais à tort, et parce qu'ils ont mal interprété les textes dont ils se sont servis pour établir leur opinion. Du Bouchet est le premier d'entre eux qui se soit ici fourvoyé, et c'est à lui qu'il faut imputer l'erreur de tous les autres. Ayant pris le lieu nommé Madrinniacum dans une charte de la fin du Xe siècle pour la capitale du pays de Madrie, et Madriaca potestas d'un diplôme de l'an 980 pour le pays même de Madrie, il a fait de Madrinniacum Merey, village situé sur la rive gauche de l'Eure ; puis il a placé dans le pays de Madrie les villages de Mareuil, Verneuil et Saint-Léger-en-Yvelines, qui, en effet, sont dits, dans le même diplôme de l'an 980, situés dans la potestus Madriaca. Ainsi, après avoir fixé la capitale ou le centre du pagus Madriacensis à Merey, entre Anet et Pacy-sur-Eure, il a été forcé d'en étendre la circonférence jusqu'à la Seine près de Poissy, sans faire attention que Poissy, étant lui-même la capitale du pagus Pinciacensis (le Pincerais ou Poissiais), devait naturellement commander au territoire environnant. C'est d'après ces faux principes que Du Bouchet a dressé la carte du pays de Madrie qui accompagne son ouvrage. Valois, dans sa Notice des Gaules, à l'article pagus Matricensis, Lancelot, dans ses Recherches sur les pagi de la France, Fontanieu, dans son Recueil sur notre histoire, et le président Levrier, dans sa riche Collection sur le Vexin, ont adopté, au moins dans ses principaux résultats, le travail de Du Bouchet. Mais si nous examinons avec attention les pièces sur lesquelles ce dernier a bâti son système, nous reconnaîtrons aisément qu'il les a mal comprises, et que, préoccupé de la puissance des comtes de Madrie, il s'est laissé aller trop facilement, dans la critique des textes, à l'interprétation qui se montrait la plus favorable à l'idée des vastes possessions qu'il avait conçues,.

## Fin du comté
Les derniers comtes de Madrie datent du IXe siècle . Les incursions des Vikings sont certainement responsables de la disparition de ce comté qui n'est pas relevé lors de la création de la Normandie, celui-ci se trouvant à cheval sur la nouvelle frontière. Le comté fut donc découpé : une partie de l'ouest avec La Croix-Saint-Leufroy sera englobée dans le comté de Rouen concédé à Rollon; la partie centrale formera autour de Mantes une province frontière ; la partie méridionale se réunit à l'Yveline pour former un territoire qui deviendra par la suite le comté de Montfort.

## Épilogue
Le nom du comté persiste dans son acception géographique plateau de Madrie (le nord-est du département de l'Eure), terme apparu au XIXe siècle.
Un usage encore plus contemporain associe entre 2002 et 2019 la mémoire de ce nom à l'intercommunalité dénommée communauté de communes Eure-Madrie-Seine.